# Eva Hache
Eva María Hernández Villegas (Segòvia, 7 d'agost de 1971), més coneguda com a Eva Hache, és una actriu, presentadora, comediant i locutora espanyola. Ha participat en nombrós programes de televisió, El club de la comedia i Got Talent com a més destacats.

## Biografia
Va viure fins a set anys a Valdepeñas (província de Ciudad Real) i des dels vuit fins als divuit a Cuéllar (província de Segòvia). Després d'estudiar Filologia anglesa i obtenir el CAP, la seva carrera com a actriu es va iniciar fent teatre. Va representar obres clàssiques amb la companyia del director Juan Antonio Quintana a l'Aula de Teatre de la Universitat de Valladolid. Després de quatre anys de treball, va decidir prendre's una temporada per a viatjar pel món (Londres), i a la seva volta en 2000, va interpretar una peça de cabaret autoproduïda amb Isabel Sobrino, Todo por la Talanga, el Chou, en la que el públic hi intervenia de manera activa.
Va participar com a monologuista en alguns programes de la cadena humorística Paramount Comedy (Nuevos Cómicos, Telecompring, La hora chanante...), fins que el 2003 va guanyar el quart Certamen de Monòlegs d' El club de la comedia. Després d'això, va ser contractada per la productora Globomedia, que la va destinar com a col·laboradora al programa de Manel Fuentes La noche con Fuentes y Cía (2004-2005), emès per Telecinco, en el que feia de reportera en clau d'humor, guanyant-se la popularitat davant el públic.
També va treballar a Splunge (2005), un programa de situacions còmiques o esquetxos de TVE on va col·laborar amb Florentino Fernández i Patricia Conde, entre d'altres. A més, va tenir aparicions esporàdiques com a actriu (sempre còmica) s sèries de la productora com 7 vidas de Telecinco i Casi Perfectos d'Antena 3, al costat d'Emilio Aragón Álvarez.
Com a actriu teatral, destaquen les seves interpretacions a les obras 5mujeres.com (2003 - 2004) i Hombres, mujeres y punto (2004 - 2005), projecte en el qual han participat altres actrius com María Pujalte i Nuria González. Al cinema va obtenir un paper en la pel·lícula Locos por el sexo (2005), de Javier Rebollo. Eva Hache també va fer ràdio, a La Ventana de l'estiu, de Cadena SER amb Gemma Nierga.
Ha guanyat el Premi Iris (concedit per l'Acadèmia de la Televisió), corresponent a 2005 en la categoria de Millor Comunicadora de Programes d'Entreteniment. Aquest mateix any va ser nominada al TP d'Or com a Millor Presentadora de Programes d'Entreteniment.
Posteriorment, i encara com a rostre de Globomedia, Eva va presentar el programa nocturn, després de viure a Sevilla, Noche Hache, de Cuatro (2005-2008), en el qual analitzava l'actualitat política des d'un punt de vista humorístic i crític al costat d'altres col·laboradors com Ricardo Castella, Marta Nebot, Quequé, Javier Coronas, Fernando Gil i Julián López, entre d'altres. Aquest programa va suposar el seu primer treball com a presentadora principal independent i un dels majors èxits de Cuatro. Dins de la dinàmica d'informatiu humorístic, es va presentar com a candidata pel "Partit Hache" per al Congrés dels Diputats en les eleccions generals de 9 de març de 2008.
En 2009 va participar en la versió espanyola de Saturday Night Live a Cuatro, encara que el programa va ser retirat pel seu gran descens d'audiència.
El gener de 2011, comença a presentar en La Sexta una nova edició d' El club de la comedia, precisament el programa de monòlegs on Eva es va fer famosa. Alguns dels nous monologuistes (alguns amb experiència) que han participat són Dani Rovira, Ángel Martín Gómez, Berto Romero, Carmen Machi i Dani Mateo.
El 8 de maig de 2011 va començar a presentar el programa d'entrevistes Con hache de Eva a La Sexta, que va ser cancel·lat després de quatre emissions a causa dels pobres índexs d'audiència.
Eva Hache també ha estat la primera ambaixadora de Segòvia 2016 (Candidatura a Capital Europea de la Cultura).
El 19 de febrer de 2012, va presentar la XXVI edició dels Premis Goya, i al desembre de 2012 va ser anunciada per l'Acadèmia de Cinema com la presentadora de la 27a cerimònia realitzada el 17 de febrer de 2013.
El 27 de febrer de 2015 estrena a Cuatro el programa de càmera oculta Guasabi. No obstant això, el primer lliurament va tenir un discret resultat d'audiència i Mediaset va decidir no donar continuïtat al format.
A Atresmedia no va agradar la seva intervenció a Guasabi i va ser substituïda a El club de la comedia per Alexandra Jiménez.
Al desembre de 2015 es va anunciar el seu fitxatge pel canal #0 de Movistar+ per a protagonitzar la sèrie Web Therapy d'aquesta cadena amb el personatge de Rebeca Miller i que es va estrenar en 2016.
Al febrer de 2016, va participar com a jutgessa, al costat d'Edurne, Jorge Javier Vázquez, Risto Mejide i Santi Millán, al talent show Got Talent España emès a Telecinco.
En 2018 crea un grup musical de versions anomenat Vintache, amb el qual actua en el programa Late motiv i realitza diversos directes en la Sala Sol de Madrid.
A principis de 2019, TVE va anunciar que Eva Hache seria la nova conductora del seu format El paisano, que canvia de nom per La Paisana. Substituirà així a l'actor Pablo Chiapella, encarregat de la primera temporada, i a l'humorista Edu Soto, conductor de la segona.

## Trajectòria

### Televisió
| Any         | Programa                             | Funció               | Cadena         | Episodis     |
| ----------- | ------------------------------------ | -------------------- | -------------- | ------------ |
| 2002 - 2003 | La hora chanante                     | Diversos personatges | Comedy Central | ¿? Episodis  |
| 2004 - 2005 | El club de la comedia                | Monologuista         | Antena 3       | 4 programes  |
| 2004 - 2015 | Pasapalabra                          | Invitada             | Telecinco      | 17 programes |
| 2005        | La noche con Fuentes y Cía           | Col·laboradora       | Telecinco      | 5 Temporadas |
| 2005        | Splunge                              | Col·laboradora       | La 1           |              |
| 2005 - 2008 | Noche Hache                          | Presentadora         | Cuatro         |              |
| 2008 - 2011 | Buenafuente                          | Invitada             | La Sexta       | 2 programes  |
| 2009        | Saturday Night Live                  | Col·laboradora       | Cuatro         |              |
| 2009 - 2011 | Ilustres ignorantes                  | Invitada             | Canal +        | 2 programes  |
| 2010        | Museo Coconut                        | Gerta                | Neox           | 1 episodi    |
| 2011        | Sé lo que hicisteis la última semana | Invitada             | La Sexta       | 1 programa   |
| 2011        | APM?                                 | Invitada             | TV3            |              |
| 2011        | Con Hache de Eva                     | Presentadora         | La Sexta       | 8 programes  |
| 2011 - 2014 | El club de la comedia                | Presentadora         | La Sexta       | 52 programes |
| 2012        | XXVI edició dels premis Goya         | Presentadora         | La 1           | 1 programa   |
| 2012        | Buenas noches y Buenafuente          | Invitada             | Antena 3       | 1 programa   |
| 2013        | XXVII edició dels premis Goya        | Presentadora         | La 1           | 1 programa   |
| 2015        | Guasabi                              | Presentadora         | Cuatro         | 1 programa   |
| 2016        | Late motiv                           | Invitada             | #0             | 1 programa   |
| 2016        | ¡Qué tiempo tan feliz!               | Invitada             | Telecinco      | 2 programa   |
| 2016 - 2018 | Got Talent                           | Jurat                | Telecinco      | 41 programes |
| 2017        | Chester in love                      | Invitada             | Cuatro         | 1 programa   |
| 2017        | Deluxe                               | Invitada             | Telecinco      | 1 programa   |
| 2018        | Viva la vida                         | Invitada             | Telecinco      | 1 programa   |
| 2019        | La mejor canción jamás cantada       | Jurat                | La 1           | 2 programes  |
| 2019        | La Paisana                           | Presentadora         | La 1           | 9 programes  |

### Sèries de televisió
| Any        | Sèrie          | Personatge                        | Cadena    | Episodis    |
| ---------- | -------------- | --------------------------------- | --------- | ----------- |
| 2004       | Casi perfectos | Cassandra                         | Antena 3  | 1 episodi   |
| 2004; 2006 | 7 vidas        | Periodista / Directora de casting | Telecinco | 2 episodis  |
| 2010       | Museo Coconut  | Gerta                             | Neox      | 1 episodi   |
| 2016       | Web Therapy    | Rebeca Miller                     | #0        | 16 episodis |

### Cine
| Any  | Pel·lícula        | Personatge     | Notes                |
| ---- | ----------------- | -------------- | -------------------- |
| 2006 | Locos por el sexo | Purita         | Personatge secundari |
| 2018 | Tiempo después    | Sara Gutemberg | Personatge secundari |

### Curtmetratges
| Any  | Curt            | Personatge | Notes                |
| ---- | --------------- | ---------- | -------------------- |
| 2003 | Snow bordes     |            | Personatge secundari |
| 2004 | Golpe de suerte | Enfermera  | Personatge secundari |

### Teatre
| Any       | Obra de teatre           |
| --------- | ------------------------ |
| 2003-2004 | 5mujeres.com             |
| 2004-2005 | Hombres, mujeres y punto |

### Ràdio
| Any  | Programa   | Emissora   |
| ---- | ---------- | ---------- |
| 2003 | La Ventana | Cadena SER |